# Austrorossia antillensis
Austrorossia antillensis is een inktvis die voorkomt in het tropische westelijke deel van Atlantische Oceaan. De soort wordt aangetroffen in de Caribische Zee, Cuba, Dry Tortugas, en in de Golf van Mexico tot Tampa (Florida) en Suriname.
De roosbruine inktvis met donkerpaarse chromatoforen bereikt een mantellengte van 90 mm, mannetjes kleiner zijn.
De soort komt voor op diepten van 540 tot 700 meter.